# موسی اودوباجو
موسی اودوباجو (انگلیسی: Moses Odubajo؛ زادهٔ ۲۸ ژوئیهٔ ۱۹۹۳) بازیکن فوتبال اهل بریتانیا است.
از باشگاه‌هایی که در آن بازی کرده‌است می‌توان به باشگاه فوتبال برنتفورد، بیشاپس استورتفورد، لیتون اورینت، ساتون یونایتد، هال سیتی، سنت آلبنز سیتی، و شفیلد ونزدی اشاره کرد.
وی همچنین در تیم ملی فوتبال زیر ۲۰ سال انگلستان بازی کرده‌است.